# ブラッド・ミュージック
ブラッド・ミュージック(原題：Blood Music)は、アメリカの小説家グレッグ・ベアによる1987年のSF小説。
元は1983年に発表した短編で1984年度のネビュラ賞とヒューゴー賞を受賞。後に長編化。
邦訳は1987年3月11日に早川書房から出版された。翻訳は小川隆、カバーイラストは上原徹、解説は山岸真が担当した。

## あらすじ
遺伝子工学の天才ヴァージル・ウラムは違法な遺伝子実験に手を染めたかどで、会社から実験記録の廃棄を命じられるも直前に自分の白血球から作りだして完成させていた“バイオロジックス”（生体素子）への愛着を棄てられず、自身の体内に注射して持ち出してしまった。やがてそれは彼の体内で進化を続け、ウラムの体調にも異変が起きる。

## 評価
2007年ノーベル文学賞を受賞したドリス・レッシングはインタビューで「私はSFの最上級の作品（the classic sort of science fiction）も高く評価している。例えばグレッグ・ベアの『ブラッド・ミュージック』。彼は素晴らしい作家だ」と述べている。